# Кеті Кларк
Кеті Кларк (англ. Katie Clark, 23 березня 1994) — британська синхронна плавчиня.
Учасниця Олімпійських Ігор 2012, 2016 років.